# Праведни међу народима
Праведни међу народима је почасни израз који користи држава Израел да опише не—јевреје који су ризиковали свој живот током холокауста, да би спасили јевреје од истребљења од стране нациста.
Израз оригинално потиче од израза "праведни пагани", који је коришћен у рабинском јудаизму, како би означили не јевреје, називајући их гет тошав, који је поштован од стране седам Нојевих заповијести.

## Награђивање
Када је Јад Вашем, мученик холокауста успостављен 1953 од стране Кнесета, један од његових задатака био је да ода почаст ' Праведним међу народима '. Праведници су дефинисани као не-јевреји који су ризиковали своје животе да би спасили Јевреје током холокауста.
Од 1963 године, комисија којом руководи врховни суд Израела надлежна је за додјељивање почасне награде Праведни међу народима. Вођена утврђеним критеријумима, комисија је проучавала сву документацију, укључујући доказе и свједочења преживјелих и других очевидаца, процјењујући историјске околности и елемент ризика који су преузимали спасиоци и на основу тога одлучује да ли случај испуњава критеријуме. Ти критеријуми су:
- Особа мора бити активно умијешана у спасавање Јевреја од пријетње смрћу или депортације у концентрационе логоре;
- Особа мора ризиковати живот или слободу да би заштитила Јевреје;
- Само чланови јеврејске странке могу да упуте номинацију;
- Помагање породици Јевреја да се преобрате у Хришћанство није критеријум за додјелу признања;
- Помоћ мора да буде учестала, поновљена и/или знатна;
- Помоћ мора да буде пружена без икакве финансијске добити (мада покривање нормалних трошкова, као што су кирија и храна, су прихватљиви);
- Мора постојати свједочење из прве руке спасеног Јевреја, уколико не постоји, мора се приложити одговарајућа документација.

Награда је додјељивана без погледа на социјални ранг помагача. На примјер, дата је члановима краљевске породице, као што су принцеза Алиса од Батенберга, краљица Мајка Елена Румунска и краљица Елизабета Белгијска; али је такође признање дато и другима, као што је филозоф Жак Елил. Године 2014, Хенк Цаноли вратио је своју медаљу након што је шесторо чланова његове породице убијено у Појасу Газе током Операције Заштитна ивица.
Особа која је призната као Праведна за ризиковање живота да би помогла Јеврејима током Холокауста, награђена је медаљом са својим именом, дипломом части и привилегијом да се његово име нађе на Зиду части у Башти праведних у Јад Вашему у Јерусалиму. Награде за спасиоце достављене су њиховим најближим рођацима на церемонији у Израелу или у државама њиховог пребивалишта, преко канцеларије израелских дипломатски представника. Церемонијама присуствују локални владини званичници, уз медијском покривеношћу.
Закон Јад Вашема омогућава Јад Вашему да додијели почасно држављанство Праведнима међу народима, а уколико су умрли, додјељује им се комеморативно држављанство државе Израела, у знак препознавања њихових дјела. Свако ко је признат као "Праведан" може да тражи од Јад Вашема сертификат. Ако особа није више жива, најближи рођаци имају право да поднесу захтјев за комеморативно држављанство, за "Праведног" који је умро.
Укупно су мушкарци и жене из 51 државе добили признање, што износи преко 10.000 аутетичних спасилачких прича. До јуна 2017 укупно је награђено 26.513 особа. Политика Јад Вашема је да се настави са програмом додјељивања признања толико дуго колико буду примљане петиције, које су подржане доказима који испуњавају критеријум.
Добитници признања који одлуче да живе у Израелу, имају право на пензију једнаку просјечној националној плати и бесплатно здравствено осигурање, као и помоћ у кући и медицинску његу.

## Праведни настањени у Израелу
Најмање 130 Праведних одабрало је да се настани у Израелу. Поздрављени су од стране израелске власти и дато им је држављанство. Од почетка осамдесетих година, имају право на посебну пензију. Неки од њих настанили су се у Палестини под британском управом, прије успостављања Израела недуго након завршетка Другог светског рата; док су остали дошли касније. Они који су дошли раније обично говоре течнно хебрејски и интегрирани су у израелско друштво.

## Други знаци поштовања
"Праведници" су награђени даном поста у календару светаца у литургијском календару Епископске цркве у САД, на дан 16. јул. Праведник из Италије, Едвард Фокерини проглашен је за свеца од стране католичке цркве 15. јуна 2013.
Године 2015, у Виљнусу у Литванији, отворена је прва улица у част Праведних међу народима. Улица је названа Шинаите по Они Шинаите; она је била библиотекарка на универзитету у Виљнусу, спасила је Јевреје из гета у Виљнусу.

## Број награђених по државама
Ажурирано 16. јун 2017.
Укупно је награђено 26.513 особа.
| Данска | Уједињено Краљевство |

| Македонија | Шведска |

| Естонија | Турска | Португалија |

| Бразил | Чиле | Индонезија |
| Ирска  | Кина | Кина       |

| Куба        | Еквадор   | Египат   |
| Ел Салвадор | Грузија   | Јапан    |
| Луксембург  | Црна Гора | Вијетнам |